# Susan Brownmiller
Susan Brownmiller (15. února 1935, Brooklyn, New York, New York, USA – 24. května 2025, New York) byla americká feministická novinářka, spisovatelka a aktivistka, známá především díky své knize Against Our Will: Men, Women, and Rape.
Zastávala názor, že znásilnění bylo dříve definováno spíše muži než ženami a muži jej používají jako prostředek k zachování mužské dominance tím, že ženy konstantně udržují ve strachu z něj. New York Public Library zařadila knihu Against Our Will na seznam 100 nejdůležitějších knih 20. století.

## Osobní život
Narodila se v Brooklynu v New Yorku jako Susan Warhaftig. Později začala používat pseudonym Brownmiller a v roce 1961 si změnila jméno oficiálně.
V roce 1972 se podepsala pod kampaň „We Have Had Abortions“ časopisu Ms., která požadovala zrušení „archaických zákonů“ omezujících reprodukční svobodu a vyzvala ženy ke sdílení svých příběhů.

## Vzdělání
V letech 1952–1954 studovala na Cornellově univerzitě. Během této doby pobírala prospěchové stipendium, ale přesto nedostudovala. Později studovala v New Yorku herectví.

## Kariéra
Svou novinářskou kariéru započala nejprve jako redaktorka. Poté pracovala jako asistentka jednatele časopisu Coronet (1959–1960), redaktorka Albany Report nebo jako výzkumnice národních záležitostí pro Newsweek (1963–1964). V polovině šedesátých let pokračovala v novinářské kariéře jako reportérka pro NBC-TV ve Filadelfii (1965) a redaktorka pro The Village Voice (1965) a ABC-TV (1966–1968) v New Yorku.
Začátkem roku 1968 začala pracovat jako spisovatelka na volné noze. Její recenze knih, eseje a články se pravidelně objevovaly např. v The New York Times, Newsday, Daily News, Vogue nebo v The Nation. V roce 1968 podepsala prohlášení „Writers and Editors War Tax Protest“ zavazující signatáře k neplacení daní na protest proti válce ve Vietnamu.
V roce 1964 byla dobrovolnicí kampaně Freedom Summer, kdy obstarávala registraci voličů v Meridianu v Mississippi.
Po návratu do New Yorku začala psát pro The Village Voice a do roku 1968 byla novinářkou pro American Broadcasting Company. V roce 1975 vydala knihu Against Our Will a v roce 1999 vzpomínkovou knihu In Our Time: Memoir of a Revolution. Její články byly archivovány na Harvardově univerzitě a v Schlesinger Library.